# نادي جديدة الشط
نادي جديدة الشط الرياضي هو فريق كرة قدم عراقي مقره في ديالى، يلعب في الدوري العراقي الدرجة الثانية.

## روابط خارجية
- نادي جديدة الشط على موقع Goalzz.com
- أندية العراق - تواريخ التأسيس